# トロエルス・ラスムッセン
トロエルス・ラスムッセン（Troels Rasmussen、1961年4月7日 - ）は、デンマーク・エベルトフト出身の元同国代表サッカー選手。現役時代のポジションはGK。

## 経歴
1980シーズンにヨン・シヴェベークと共にヴェイレBKでプロデビューを経験し、1982シーズンから在籍したオーフスGFではおよそ12シーズンにわたってゴールキーパーとしてチームを支えた。オーフスでは4つの国内タイトルを獲得している。
通算35試合に出場したデンマーク代表では、同代表が初めてFIFAワールドカップに臨んだ1986 FIFAワールドカップの開幕から2試合で先発フル出場した。しかし、その2試合でのパフォーマンスが不安定だっため、ラース・ヘフにポジションを奪われ、以降は、ピーター・シュマイケルの控えGKとして1991年まで代表でプレーした。

## タイトル

### クラブ
オーフス
- デンマーク・ファーストディビジョン : 1回 (1986)
- デンマーク・カップ : 3回 (1986-87, 1987-88, 1991-92)